# Сиче
Сиче су насељено место у саставу општине Нова Капела у Бродско-посавској жупанији, Република Хрватска.

## Историја
До територијалне реорганизације у Хрватској налазиле су се у саставу старе општине Нова Градишка. У овом селу је 1730. године постојала дрвена капела посвећена Св. Стефану, првом мађарском краљу, а помиње се под тим именом и око 1800.

## Становништво
На попису становништва 2011. године, Сиче су имале 306 становника.

## Попис1991.
На попису становништва 1991. године, насељено место Сиче је имало 454 становника, следећег националног састава:
| Попис 1991.‍  | Попис 1991.‍  | Попис 1991.‍ | Попис 1991.‍ | Попис 1991.‍ |
| ------------ | ------------ | ----------- | ----------- | ----------- |
|              |              |             |             |             |
| Хрвати       | Хрвати       |             | 443         | 97,57%      |
| Муслимани    | Муслимани    |             | 5           | 1,10%       |
| Срби         | Срби         |             | 2           | 0,44%       |
| Аустријанци  | Аустријанци  |             | 1           | 0,22%       |
| Југословени  | Југословени  |             | 1           | 0,22%       |
| Македонци    | Македонци    |             | 1           | 0,22%       |
| неопредељени | неопредељени |             | 1           | 0,22%       |
| укупно: 454  |              |             |             |             |